# Mu-Ming Poo
Mu-Ming Poo (auch Mu-ming Poo oder Muming Poo, 蒲慕明; * 31. Oktober 1948 in Nanjing, China) ist ein chinesisch-US-amerikanischer Neurowissenschaftler.

## Leben
Poo wurde 1948 auf dem chinesischen Festland geboren. Als er ein Jahr alt war, ging sein Vater, ein Luftfahrtingenieur, mit seiner Familie in die Republik China auf der Insel Taiwan, wo Poo aufwuchs.
Er erwarb 1970 an der Tsing-Hua-Nationaluniversität einen Bachelor in Physik und 1974 bei Richard Cone an der Johns Hopkins University einen Ph.D. in Biophysik. Als Postdoktorand arbeitete er an der Purdue University beziehungsweise am Marine Biological Laboratory, bevor er 1976 an der Abteilung für Physiologie und Biophysik der University of California, Irvine, eine erste Professur erhielt (Assistant Professor). 1979 wurde er ebendort Associate Professor, 1983 erhielt er eine ordentliche Professur. Nach einer Forschungsprofessur für molekulare Neurobiologie an der Yale University (1985–1988) übernahm Poo an der Columbia University (New York City) eine Professur. Einem Intermezzo (1996–2000) an der University of California, San Diego, folgte eine Professur an der University of California, Berkeley, wo Poo bis heute (Stand 2016) tätig ist, zuletzt als emeritierter Professor für Neurobiologie. Poo besitzt die US-amerikanische Staatsangehörigkeit.
Seit 1999 ist Poo zusätzlich Direktor des Institute of Neuroscience (mit Sitz in Shanghai) der Chinesischen Akademie der Wissenschaften.

## Wirken
Poo vergleicht seine wissenschaftliche Karriere mit einer Irrfahrt (Random Walk). Wann immer er auf ein interessantes Problem stoße, arbeite er so lange daran, bis er nichts mehr beitragen könne. Dann wende er sich anderen Dingen zu. (“I characterize my career as a random walk. When I bump into an interesting problem, I work on it for as long as I can contribute. Then I move on.”)
Zu Beginn seiner Laufbahn befasste sich Poo mit Fragen der Beweglichkeit beziehungsweise Ortung von Proteinen in der Zellmembran. Als Doktorand entwickelte Poo die Methode des Fluorescence Recovery after Photobleaching. Als Postdoktorand beziehungsweise während seiner ersten Professur entwickelte er die Methode der in-situ-Elektrophorese.
Ab Mitte der 1980er Jahre befasste sich Poo mit der Lokalisation von Proteinen in Synapsen, den Verbindungsstellen zwischen Nervenzellen. Er konnte zeigen, dass der Wachstumskegel (growth cone) von Motoneuronen bereits auf seinem Weg zur Muskelzelle Acetylcholin ausscheiden kann und dass sich nach dem Kontakt von Nerven- und Muskelzelle innerhalb von Minuten eine funktionstüchtige Synapse ausbildet. Poo fand, dass Neurotrophine diesen Prozess beschleunigen, womit sich das Forschungsgebiet der synaptischen Plastizität auftat. Poo und Mitarbeiter entwickelten den growth cone turning assay, einen Test zur Bestimmung des Einflusses extrazellulärer Faktoren (insbesondere axon guidance factors) auf die Richtung des Wachstums von Axonen. Aber Poo und Mitarbeiter untersuchten auch den Einfluss des inneren Zustands der Zelle, insbesondere der Spiegel an zyklischen Nukleotiden, auf die Wachstumsrichtung.
Seit Anfang des 21. Jahrhunderts befasst sich Poo mit der Differenzierung von Axonen und Dendriten in der frühen Entwicklung der Nervenzelle. Seine Arbeiten führten zu verschiedenen Entdeckungen, zum Beispiel, dass zyklische Nukleotide auch auf die Entwicklung von Axon oder Dendrit Einfluss haben, oder der Existenz eines zytoskelettalen Geflechts im Bereich des Initialsegments, das den Transport von Proteinen in das wachsende Axon reguliert. Außerdem trug Poo zur Charakterisierung des Phänomens der spike-timing dependent plasticity bei, das eine wichtige Rolle bei der Effizienz synaptischer Übertragung spielt und zentral für Funktionen wie Lernen und Gedächtnis ist, aber auch eine kritische Bedeutung für die Ausbildung von Verbindungen zwischen Nervenzellen des visuellen Systems hat.

## Auszeichnungen (Auswahl)
- 2000 Mitglied der Academia Sinica[5]
- 2003 Ehrendoktorat der École normale supérieure, Paris[6]
- 2009 Mitglied der National Academy of Sciences[7]
- 2011 Ausländisches Mitglied der Chinesischen Akademie der Wissenschaften[8]
- 2016 Gruber-Preis für Neurowissenschaften[2]